# Параисо (Табаско)
Параи́со (исп. Paraíso) — город в Мексике, в штате Табаско, входит в состав одноимённого муниципалитета и является его административным центром. Численность населения, по данным переписи 2020 года, составила 25 555 человек.

## Общие сведения
Название Paraíso дано по названию растущего здесь райского дерева (исп. árbol del paraíso).
23 апреля 1823 года группа переселенцев из Мекоакана основала посёлок Эль-Параисо в бывшем лагере лесозаготовки.
В 1872 году во время борьбы «радикалов» и «прогрессистов» Параисо был подожжён и много домов сгорело.
27 октября 1945 года губернатор Ное де ла Флор Касанова присвоил Параи́со статус города.
На севере от города расположен нефтяной терминал и коммерческий порт Дос-Бокас.
Город расположен в 64 км к северо-западу от столицы штата, города Вильяэрмоса, и в 20 км севернее города Комалькалько.

## Население
| Год  | Численность | Численность |
| ---- | ----------- | ----------- |
| 2000 | 22 085      | [ 6 ]       |
| 2005 | 24 773      | [ 7 ]       |
| 2010 | 25 186      | [ 8 ]       |
| 2020 | 25 555      | [ 9 ]       |